# Zimonyi Róbert

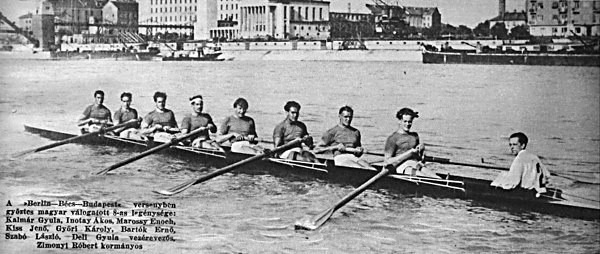
A "Berlin-Bécs-Budapest" versenyben győztes magyar válogatott nyolcas legénysége. Kormányos Zimonyi Róbert.

Zimonyi Róbert (Sárvár, 1918. április 18. – Miami, 2004. február 2.) magyar olimpiai bronzérmes és amerikai aranyérmes evezős kormányos. Az egyetlen személy, aki Magyarország és egy másik ország színeiben is szerzett érmet olimpiai játékokon.
Három olimpián is indult. Először az 1948. évi nyári olimpiai játékokon Londonban. Kormányos kettes evezésben bronzérmes lett. Csapattársai Szendey Antal és Zsitnik Béla voltak. Ebben a számban bronzérmet nyertek. Kormányos négyes evezésben kiestek az elődöntőben. Csapattársai Nádas Tibor, Sátori József, Nagy Lajos és Zágon Miklós voltak. A következő olimpiája az 1952. évi nyári olimpiai játékok volt Helsinkiben és nyolcas evezésben indult. Csapattársai Sándor István, Kovács Csaba, Zágon Miklós, Nádas Tibor, Riheczky Rezső, Bakos Pál, Marton László és Zsitnik Béla voltak. Az elődöntőben estek ki. Indult még páros evezésben is. Csapattársai Sátori József és Halász László voltak.
Az 1956. évi nyári olimpiai játékokra nem tudott ki utazni Melbourne-be az 1956-os forradalom miatt. Nem sokkal ezután az Amerikai Egyesült Államokba emigrált. Miután megkapta az amerikai állampolgárságot, részt vett az 1964. évi nyári olimpiai játékokon. Nyolcas evezésben indult és olimpiai bajnok lett. Csapattársai Joe Amlong, Tom Amlong, Boyce Budd, Emory Clark, Stan Cwiklinski, Hugh Foley, Bill Knecht és Bill Stowe voltak. A Pánamerikai játékokon kettő aranyat nyert és amerikai bajnoki címeket.